# کسر مسلسل دوره‌ای
در ریاضیات، کسر مسلسل دوره‌ای یا کسر مسلسل نامتناهی (انگلیسی: Periodic continued fraction) نوعی کسر مسلسل به شکل:
{\displaystyle x=a_{0}+{\cfrac {1}{a_{1}+{\cfrac {1}{a_{2}+{\cfrac {\ddots }{\quad \ddots \quad a_{k}+{\cfrac {1}{a_{k+1}+{\cfrac {\ddots }{\quad \ddots \quad a_{k+m-1}+{\cfrac {1}{a_{k+m}+{\cfrac {1}{a_{k+1}+{\cfrac {1}{a_{k+2}+{\ddots }}}}}}}}}}}}}}}}}}
است که در آن پس از بخش k + 1، که پاره‌ای از مخرج است، بخش [ak+1, ak+2,…ak+m] که آن هم پاره‌ای از مخرج است می‌آید و تا بینهایت تکرار می‌شود. برای مثال {\displaystyle {\sqrt {2}}} را می‌توان به صورت یک کسر مسلسل دوره‌ای به شکل [۱٬۲,۲٬۲,...] گسترش داد.
پارهٔ کسر  ai به‌شکل کلی می‌توان هر عدد حقیقی یا مختلط باشد.